# Hexaplex princeps
Espèce
Hexaplex princeps est une espèce de mollusques gastéropodes marins appartenant à la famille des Muricidae.
- Répartition : côtes ouest de l’Amérique.
- Longueur : 13 cm.

## Systématique
Décrite par W.J. Broderip en 1833 sous le nom Murex princeps, cette espèce appartient au sous-genre Trunculariopsis.

## Source
- Arianna Fulvo et Roberto Nistri (2005). 350 coquillages du monde entier. Delachaux et Niestlé (Paris) : 256 p.  (ISBN 2-603-01374-2)